# Caganer

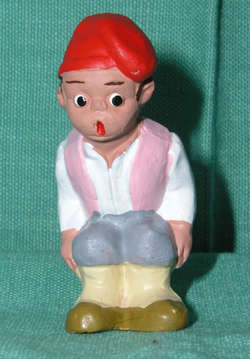
Vista frontal de un caganer.

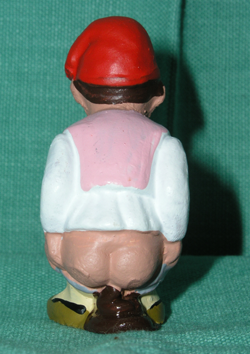
Caganer visto por detrás.

Un caganer es una figurita de nacimiento que se suele colocar en los belenes, como tradición en Cataluña, la Comunidad Valenciana y las Islas Baleares, normalmente escondida en un rincón, detrás de un arbusto, agachada y en postura de estar defecando. También es frecuente esta figura en los belenes de otros puntos de España, así como de Italia y Portugal, donde reciben el nombre de nada o zurrapa.

## Historia
Se cree que el origen de esta tradición se sitúa entre finales del siglo XVII y principios del XVIII, en mitad del Barroco, un movimiento cultural y artístico que se caracterizaba por un realismo exagerado. En esa época no era una figura específica del belén, sino que se encuentra en azulejos donde sale representado contando historias. El caganer aparece en el belén del pirineo catalán y aragonés a finales del siglo XVII, aunque no se hizo popular del todo hasta el siglo XIX.

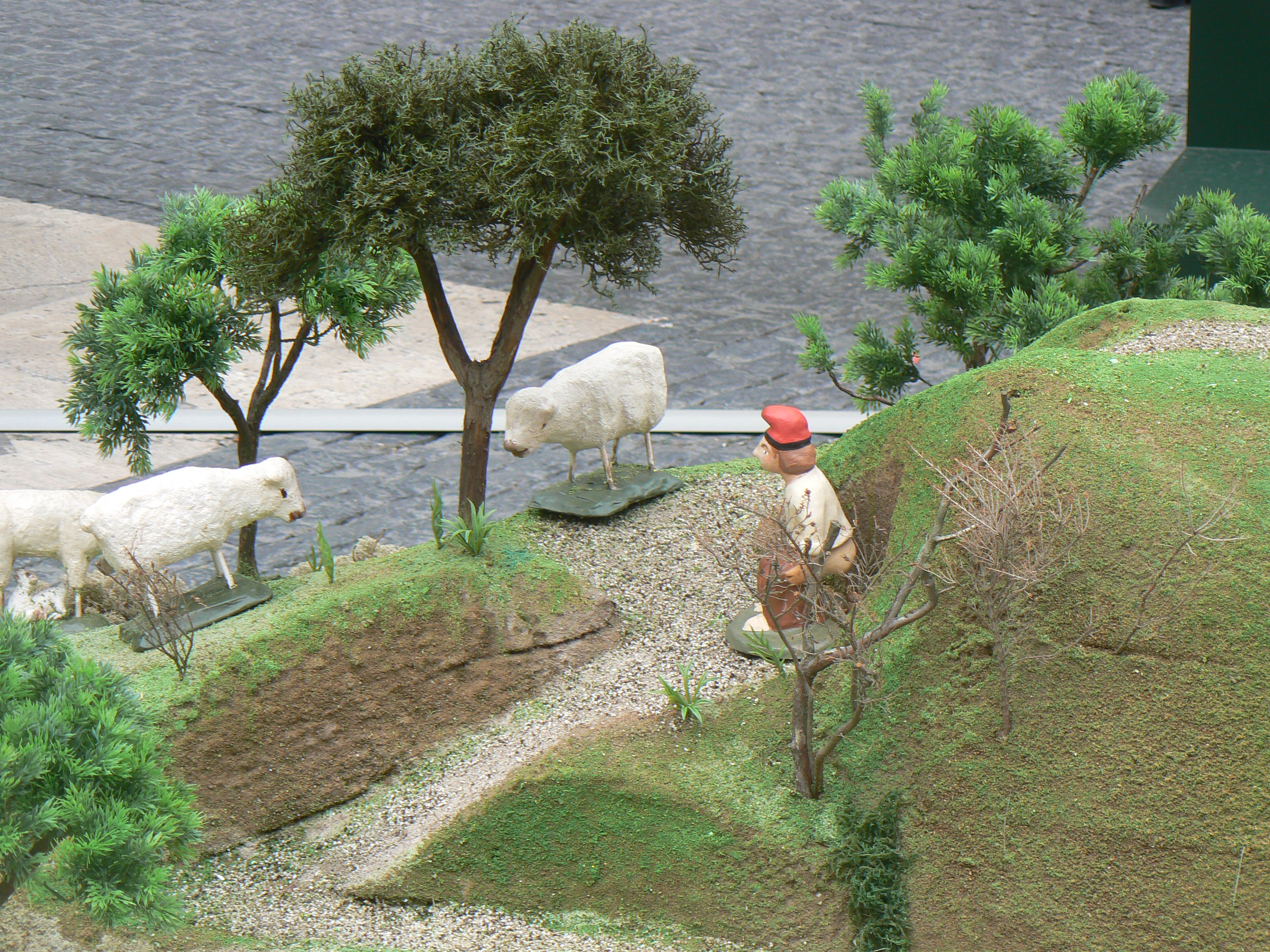
Caganer escondido en un rincón del belén.

Tradicionalmente, el caganer era un campesino ataviado con la indumentaria tradicional catalana (faja y barretina). Más modernamente se han realizado todo tipo de versiones del caganer, utilizando a menudo la imagen de personajes populares como políticos o deportistas. Por ejemplo, en el año 2008 se vendían figuras de Barack Obama, Hugo Chávez, Cristina Fernández de Kirchner y Lula da Silva, y en el año 2013 se vendieron figuras de Lionel Messi, Obama, Angela Merkel, Vladímir Putin, Nelson Mandela y el Papa Francisco.
Generalmente, esta figura se sitúa en un rincón apartado del belén, intentando que no quede en un lugar destacado. Aunque no se conoce con exactitud cuál es la razón para colocar esta figura, se cree que el caganer con sus heces fertiliza la tierra, por lo que se le considera un símbolo de prosperidad y buena suerte para el año siguiente. La tradición del caganer está contemplada como ofensiva por la iglesia. Colocar esta figura en el belén traía suerte y alegría; no hacerlo comportaba desventura.
Curiosamente, el caganer no es el único personaje navideño típicamente catalán que defeca. Existe otra tradición originaria del Pirineo catalán y aragonés, el Tió o Tronca de Navidad, un tronco de árbol al que los niños apalean la noche antes de Navidad. Al ritmo de los golpes y de canciones tradicionales que los niños le dedican, el Tió los recompensa "evacuando" dulces y golosinas.

## Galería

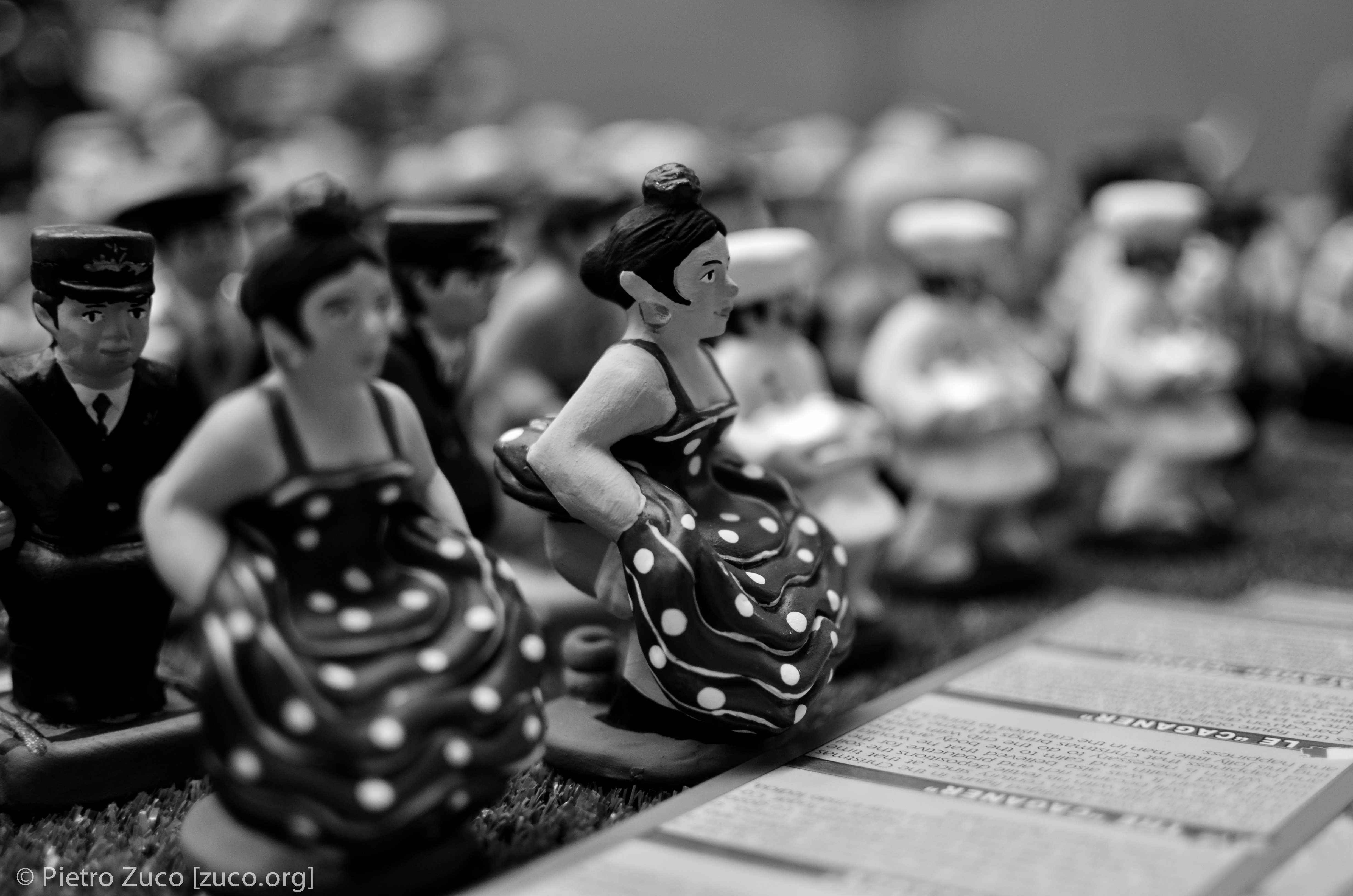
Caganer con traje de flamenca.
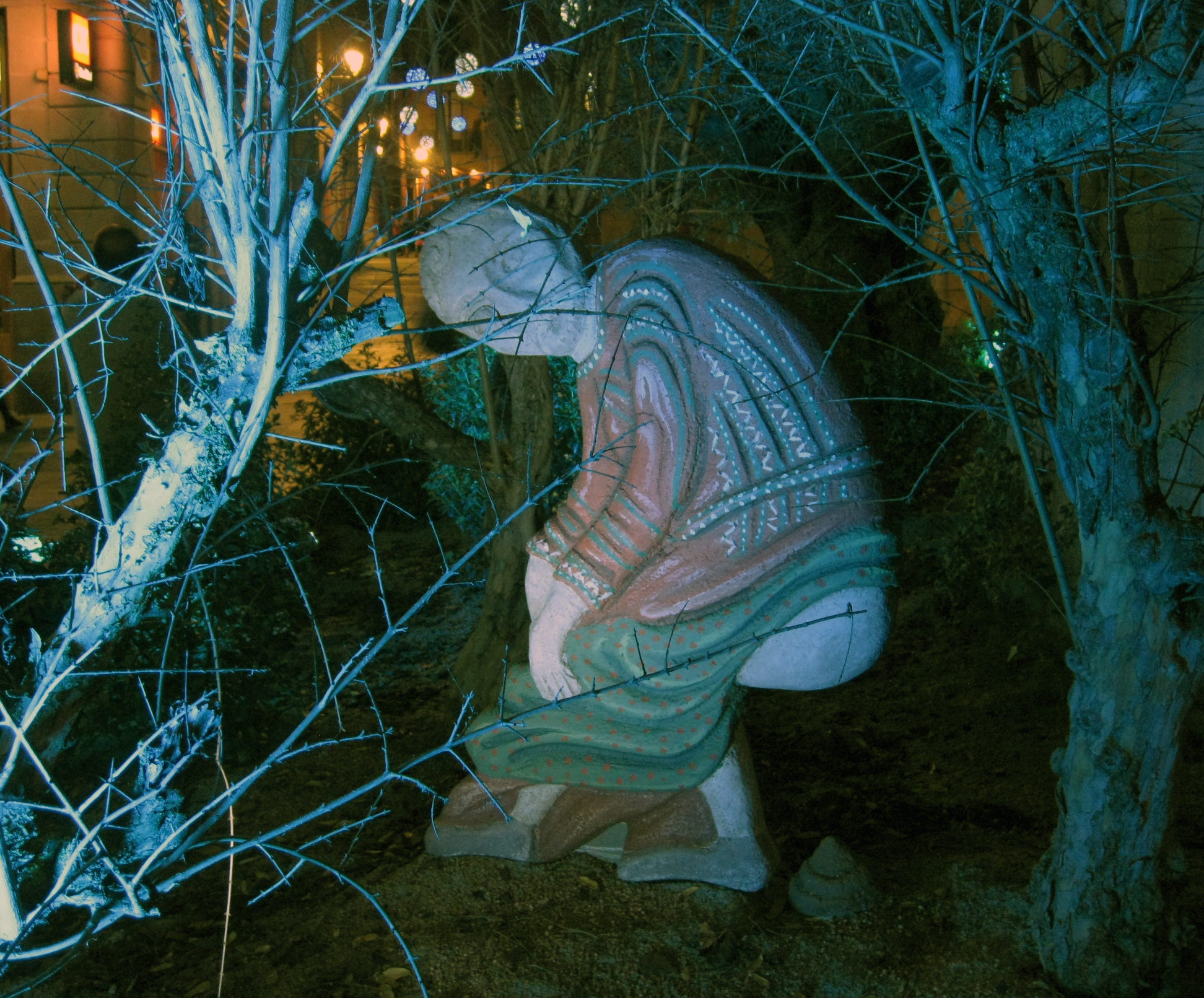
Caganer del pesebre románico ante el Ayuntamiento, navidad de 2011 (plaza de Santiago, Barcelona).
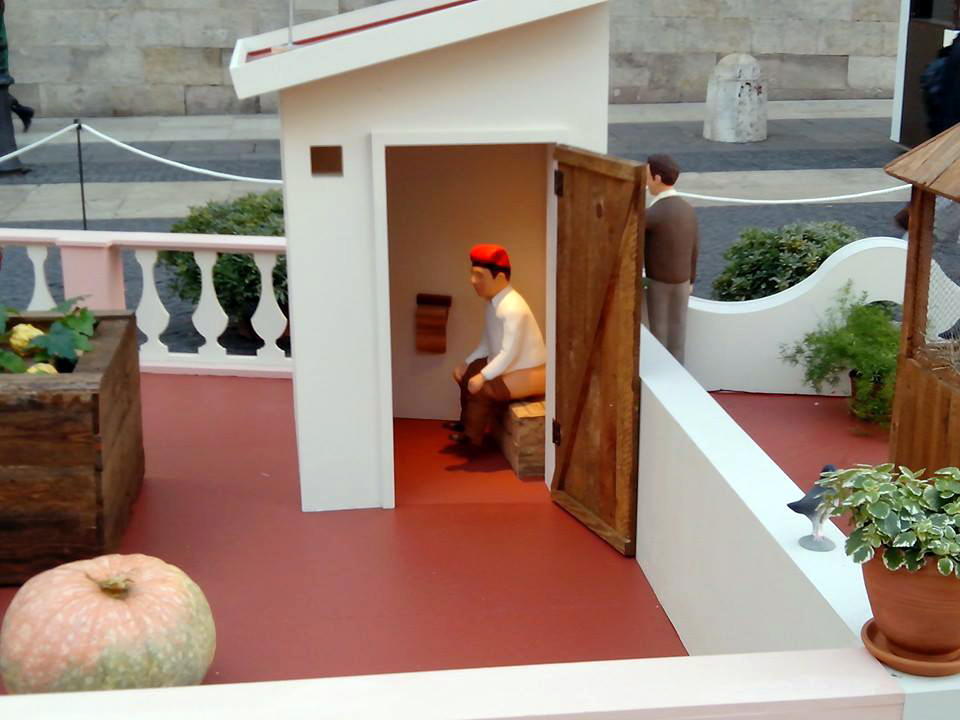
Caganer en el pesebre del Ayuntamiento de Barcelona en la plaza Sant Jaume, navidad de 2013.
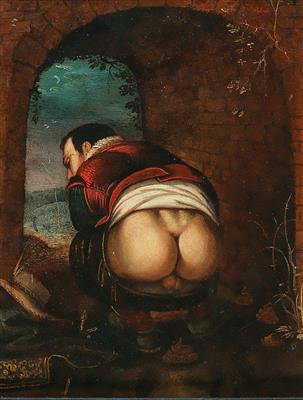
Un hombre haciendo sus necesidades (A man relieving himself), óleo sobre cobre, 27 x 21 cm, circa 1600.